# 野球大将ゲンちゃん
『野球大将ゲンちゃん』（やきゅうたいしょうゲンちゃん）は、水島新司による日本の漫画作品。『月刊少年マガジン』（講談社）において、1974年から1975年まで連載された。単行本は少年マガジンKCより全3巻。後にKCスペシャルとして全2巻で再版された。

## 概要
リトルリーグを舞台にした野球漫画。冒頭から『野球狂の詩』とリンクして東京メッツが登場し、後に岩田鉄五郎と孫の岩田武司がライバルとして立ちはだかる。
作者はあとがきにおいて「なにをかくそう長男新太郎をモデルにできあがったキャラクターである。野球に明け暮れる、おれたち親子におこった、いろいろなエピソードがこの作品のアイデアとなっているのだ」としている。

## あらすじ
東京の貧乏長屋で、助産婦のおトラばあさんによってある男の子が世に生を受けた。しかし、母親は産後体調が優れず、赤ん坊をおトラばあさんに託して他界。折りしも当時の野球界では阪神タイガースの江夏豊が一時代を築いており、おトラは江夏のような左の大投手にしようと野球の英才教育を施す。

## 登場人物

### リトル・タイガース
力道元馬（りきどう げんば）
6歳からリトルリーグのチーム、「エンゼルス」に参加し「天才野球少年」と噂されている投手。左利き。あだ名はゲン。名前は「元気にはしりまわる子ども」から。『野球狂の詩』に登場する阪神タイガースの（架空の）プロ野球選手、力道玄馬とは無関係。亡くなった本当の母親の肩身の指輪をお守りにしている。元々、野球は嫌いだったが、おトラが病気になり番長と練習し始めてから好きになりだした。「ベアーズ」戦で石堂に顔面にデッドボールを当て、「エンゼルス」をクビになる。その後、おトラのつくったチーム、「リトル・タイガース」のエースになり、国分寺地区の予選で「リトル・ジャンボ」と対戦してホームランも打ち、善戦するがおトラばあさんの変装がバレて出場停止になる。後に、「リトル国分寺」の代表にも選ばれ、東京都大会の「リトル高尾」戦で宿敵獅子王を三振に取る。『ドカベン ドリームトーナメント編』で、おトラ、番長、綱吉ともに再登場し、肘を故障しながらも二回戦の東京スーパースターズ対阪神タイガースの始球式を務めた。
おトラばあさん
元馬の名付け親であり、育ての親。苗字は力道、名前は不明。大の阪神ファン。助産婦をしている。ゲンに野球を好きになってもらうため、いろんなアイデアを考える。ゲンが喧嘩で負けた時は、ゲンの兄「金馬」となのって相手を仇討ちにしたこともある。リトルリーグのチーム、「リトル・タイガース」をつくり男装し監督になるが、ゲンのホームランを喜びすぎて、サングラスとヒゲが取れてバレてしまったせいで出場停止となった。
下田よしみつ（しもだ）
あだ名は番長。ゲンより一歳年上でゲンの良き相棒。気が強くて、「おれも男だ」が口癖。鼻ばんそうこうが特徴。ゲンと一緒に、「エンゼルス」に入るが、ゲンと一緒にクビになる。その後、おトラのつくったチーム、「リトル・タイガース」に入る。ポジションは捕手。後に「リトル国分寺」の代表に選ばれる。中盤から名前で呼ばれることがなくなり、常時「番長」と呼ばれるようになる。
石堂綱吉（いしだ つなよし）
巨体。リトルリーグのチーム、「ベアーズ」の選手で、補欠だった。しかし、ゲンと番長と三日間ずっと練習して、ホームランバッターになる。「エンゼルス」戦で岩田武司から二打席連続ホームランを打つが、ゲンの球を顔面に受け、左目を失明してしまう。その後、引越し、「ベアーズ」をやめるがもう一度野球をやりたくなり、「リトル・タイガース」に入る。ボールが見にくいため、左打者に転向するものの、その打力は落ちなかった。後に「リトル国分寺」の代表に選ばれ、ホームランを打っている。

### エンゼルス
岩田武司（いわた たけし）
『野球狂の詩』の登場人物。鉄五郎の孫。ゲンと同級生だが、「エンゼルス」のエース。カーブを投げれる。後に「リトル国分寺」の代表に選ばれる。
立川（たちかわ）
「エンゼルス」の四番でキャプテン。後に「リトル国分寺」の代表に選ばれる。

### リトル・ジャンボ
野村（のむら）
国分寺地区の予選に出場した「ジャンボ」の監督。規則に厳しい性格。元南海の野村克也と顔が似ている。後に「リトル国分寺」の監督になる。
村山（むらやま）
ハゲでノッポ。「ジャンボ」の四番でエース。剛速球の持ち主で、ゲンが打つまではファールを二球続けた打者はいなかったらしい。後に「リトル国分寺」の代表に選ばれる。

### リトル高尾
獅子王丸（ししおう まる）
左打者で、東京都大会で「リトル国分寺」と対戦する、「リトル高尾」に所属する強打者。中学一年生。初登場時ほ野試合で、強烈なサッカーボールの蹴りでゲンたちに攻撃をしかけてきたが、野試合の戦いを野球に切り替える打者としても非凡なことがわかる。「地獄殺し」というピッチャーライナーで相手投手を99人再起不能にしてきた。村山と武司からホームランを打ったが、ゲンに三振を取られた。サッカーも得意。

### その他
岩田鉄五郎（いわた てつごろう）
『野球狂の詩』の登場人物。プロ野球選手。「リトル・リーグ国分寺大会」の会長。
江夏豊（えなつ ゆたか）
ゲンが初めて見た野球の試合のオールスターで先発だったが、パ・リーグに三者連続ホームランを打たれた。後に、昏睡状態のおトラのところへ行き、おトラを起こさせた。
ゲンの父親
元ヤクルトアトムズの選手だったが、デッドボールを受け、一週間生死をさまよった。その後、河原でゲンと出会い、色々なことを教えゲンを勇気づける。（しかし、ゲンは父親とは知らないため、「野球のおじさん」と呼んでいた。）また、「リトル高尾」戦の主審でもあった。
ゲンの母親
妊娠中、デッドボールで昏睡状態の夫の病院へかけつけようとしたが、お腹が痛み出しておトラばあさんの家の前で倒れた。その後、ゲンを生むと同時に息を引きとった。

## 書籍情報
少年マガジンKC
1. 1975年8月
2. 1975年8月 ISBN 978-4061093171
3. 1975年12月 ISBN 978-4061093447

KCスペシャル
1. 1987年5月 ISBN 978-4061013278
2. 1987年6月 ISBN 978-4061013285